# 魯西卡莫克拉
48°20′54″N 23°54′3″E / 48.34833°N 23.90083°E
魯西卡莫克拉（烏克蘭語：Руська Мокра），是烏克蘭的村落，位於該國西部外喀爾巴阡州，由佳切夫區負責管轄，處於莫克良卡河畔，始建於1760年，面積24平方公里，海拔高度557米，2001年人口1,358。